# Mythe solaire
Un mythe solaire est, dans la mythologie, et par extension les folklores associés, une légende dans laquelle un personnage (ou un animal) symbolise le soleil. Le Soleil, symbole omniprésent dans l'humanité, occupe une place dominante dans chaque culture et a été souvent personnifié.

## Symbolique
D’une façon générale, le soleil est vu comme un principe masculin et actif. Certains peuples nomades d’Asie centrale le considéraient toutefois comme un principe féminin (la Mère soleil), c’est aussi le cas des Japonais pour qui le Soleil est le kami Amaterasu, la grande déesse, sœur de Tsukuyomi, le kami de la Lune. Même dans la langue allemande, le Soleil est féminin selon son article (die Sonne). Dans la mythologie nordique, les enfants de Mundilfari et Glaur sont Sol (déesse du Soleil) et Máni (dieu de la Lune). Souvent, le Soleil représente le pouvoir. Cet astre donne la vie et si le Soleil venait à disparaitre, ou même si ses rayons ne nous parvenaient plus, la vie s’éteindrait sur Terre, d’où le symbole de vie (donneur de vie). Si le soleil n’est pas associé à un dieu, des personnalités l’ont associé à eux-mêmes comme le roi de France Louis XIV surnommé le Roi-Soleil (couronné de Dieu). La famille impériale japonaise se targue de descendre d’Amaterasu, déesse du Soleil.

## Égypte antique

Rê — dieu soleil, divinité suprême de la religion égyptienne.

Dans l'Égypte antique, Râ (ou Rê) est le dieu Soleil (il était l’un des dieux les plus importants, voire le plus important) et Akhénaton en fait son dieu unique sous le nom d’Aton.

## Mythologie greco-romaine
Dans le panthéon grec, c'est Apollon, fils de Zeus et de la titane Léto, qui incarne le soleil. Citons aussi Hélios, personnification du Soleil lui-même. Dans le dixième des douze travaux d'Héraclès, le héros grec emprunte à Hélios le « char du Soleil » pour aller tuer Géryon qui vivait à l'extrémité occidentale du monde et ramener son troupeau de bœufs du jardin des Hespérides, les colonnes d'Atlas marquant la fin de ses aventures.
Dans la mythologie romaine, Sol est le dieu du soleil, de la lumière et de la chaleur. Frère de Luna, il symbolise le cycle des saisons.

## Mythologie nordique

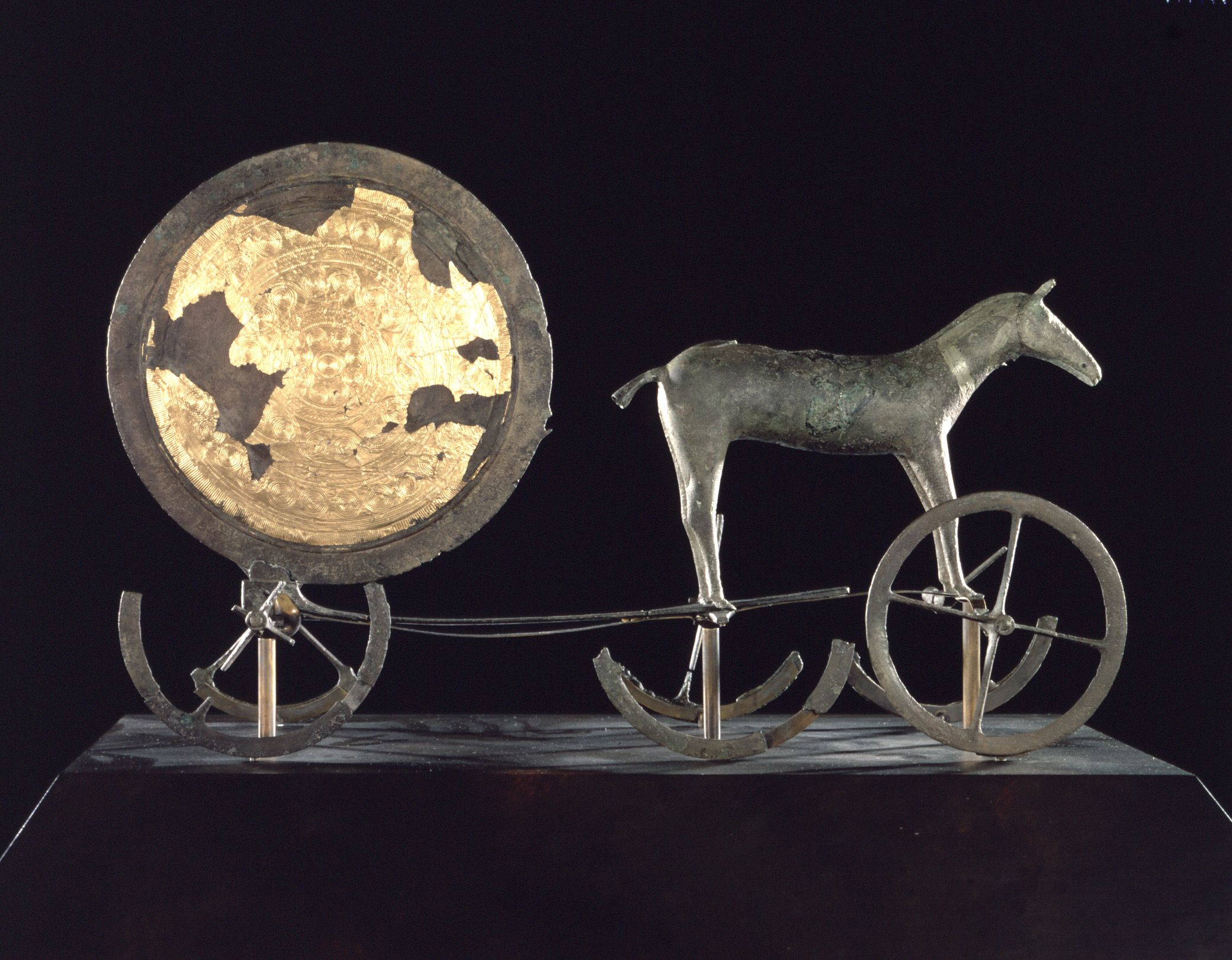
Le char solaire de Trundholm.

Sól est la personnification du Soleil dans la mythologie nordique. Snorri Sturluson la compte parmi les déesses. La Gylfaginning rapporte que Mundilfari avait deux enfants si beaux qu'il les avait nommés, l'un Máni (Lune), et l'autre Sól (Soleil). Agacés de cette prétention, les dieux placèrent le frère et la sœur dans le ciel, où Sól conduit les chevaux Árvak et Alsvid, qui tirent le chariot du soleil. Sól est poursuivie par le loup Sköll, qui finira par l'attraper. Au regard de la rareté des sources disponibles, il n'apparaît pas que le soleil ait joué un rôle central dans la mythologie nordique. Il existe aussi un témoignage archéologue, le char solaire de Trundholm, et un dieu qui personnifie le jour, Dag, chevauchant Skínfaxi dont la crinière illumine le monde.

## Mythologie aztèque
Les Aztèques appelaient Huitzilopochtli, dieu du Soleil et de la guerre, le maître du monde. 

## Mythologies africaines
Plusieurs peuples d'Afrique assimilent l'astre solaire à un dieu suprême. Au Dahomey, le dieu Lisa symbolise le Soleil. Les mythes solaires inspirent ainsi Laura Nsafou, autrice contemporaine de fantasy. 
Le motif mythologique du Soleil assimilé à un animal, et souvent à un animal chassé, vient peut-être d'Afrique, d'après l'hypothèse du chercheur Julien d'Huy. Il existe plusieurs exemples de mammifères héliophores dans les mythes du monde, et notamment africains. Ainsi, en Afrique australe, les San Nhoro racontent que le Soleil est un rhinocéros qui est chaque soir capturé et mangé par les peuples de l'Ouest, qui jettent ensuite son omoplate vers l'Est. L'omoplate devient rhinocéros et le cycle se poursuit indéfiniment. Ce mythe est recueilli dans les années 1970. C'est aussi en Afrique que l'on trouve un mythe sur des béliers divins, il existe également un mythe solaire kabyle au sujet de moutons. Un animal est ainsi chassé, pris au piège et capturé par des êtres humains, et une partie de cet animal devient étoile solaire. D'après la classification Motif-Index of Folk-Literature de Smith Thomson, cela correspond au motif A728, le Soleil est attrapé dans un piège. Bien que ce motif semble assez simple pour apparaître de manière spontanée, il semble à Julien d'Huy qu'il a des origines africaines, du paléolithique .
Dans un mythe Bashongé, le Soleil, la Lune et l'être humain sont soumis à une épreuve qui consiste à chercher des bananes pour un dieu créateur, sans en manger. Le Soleil et la Lune réussissent l'épreuve, mais pas l'être humain, qui ment sur sa consommation de bananes, ce qui le condamne à mourir au fond d'un trou .
Il existe aussi des mythes au sujet des éclipses, solaires et lunaires. Chez les Mandingues, un chat curieux posant sa patte sur les astres fait progressivement disparaître le soleil. Afin de le faire réapparaître, les Mandingues chantent et dansent.

## Alchimie
En alchimie, le symbole du Soleil et de l’or est un cercle avec un point au centre : . Il représente l’intérieur avec tout ce qui gravite autour. En astronomie comme en astrologie, le symbole est le même.